# Lista do Patrimônio Mundial no Sudeste Asiático
- Brunei
- Camboja
- Filipinas
- Indonésia
- Laos
- Malásia
- Myanmar
- Singapura
- Tailândia
- Vietname

Património Mundial no Sudeste Asiático

A Organização das Nações Unidas para a Educação, a Ciência e a Cultura (UNESCO) propôs um plano de proteção aos bens culturais do mundo, através do Comité sobre a Proteção do Património Mundial Cultural e Natural, aprovado em 1972. Esta é uma lista do Patrimônio Mundial existente no Sudeste Asiático, especificamente classificada pela UNESCO e elaborada de acordo com dez principais critérios cujos pontos são julgados por especialistas na área. O Sudeste Asiático, formada por onze Estados-parte, é uma das sub-regiões classificadas pela UNESCO, sendo parte integrante da região Ásia e Pacífico.
Para a definição da UNESCO, o Sudeste Asiático é composto pelos Estados-parte: Brunei, Camboja, Filipinas, Indonésia, Laos, Malásia, Myanmar, Singapura, Tailândia, Timor Leste e Vietname. A sub-região abriga cerca de 40 sítios localizados em 11 países, sendo a Indonésia o Estado-parte com maior quantidade de bens inscritos (9 sítios, no total), seguida pelo Vietname (com 8 sítios) e por Filipinas e Tailândia (cada um destes totalizando 6 sítios inscritos). A cidade-Estado de Singapura possui apenas 1 sítio inscrito enquanto Brunei e Timor Leste não possuem propriedades classificadas. Os primeiros sítios da sub-região foram inscritos na 15ª Sessão do Comité do Património Mundial, realizada em Túnis (Tunísia) em 1991. O sítio mais recentemente inscrito é o Complexo Florestal Kaeng Krachan (na Tailândia), inscrito na 44ª sessão do Comité do Patrimônio Mundial em Fuzhou (China), em julho de 2021.

## Sítios do Patrimônio Mundial
A sub-região do Sudeste Asiático conta atualmente com os seguintes lugares declarados como Patrimônio da Humanidade pela UNESCO:
| Sítio                                                                                                  | Imagem | País      | Localização              | Critério                   | Ano  | Descrição | Ref.   |
| --- | ------ | --------- | ------------------------ | -------------------------- | ---- | --- | ------ |
| Conjunto de Borobudur                                                                                  |        | Indonésia | Magelang                 | Cultural: (i)(ii)(vi)      | 1991 | Monumento budista datado dos séculos VIII e IX, localizado em Java Central. A estrutura do monumento é uma grande pirâmide escalonada coroada com fileiras de estupas. | [ 5 ]  |
| Cidade Histórica de Ayutthaya                                                                          |        | Tailândia | Aiutaia                  | Cultural: (iii)            | 1991 | Fundada por volta de 1350, Ayutthaya se tornou a segunda capital siamesa depois de Sucotai. Foi destruída pelos birmaneses no século XVIII. Suas ruínas, caracterizadas pelas prang (torres relicárias) e monastérios gigantescos, são exemplares do tempo áureo desta civilização. | [ 6 ]  |
| Cidade Histórica de Sucotai e Cidades Históricas Associadas                                            |        | Tailândia | Sucotai                  | Cultural: (i)(iii)         | 1991 | Sucotai foi a capital do Primeiro Reino do Sião nos séculos XIII e XIV. Possui uma série de belos monumentos, ilustrando os primórdios da arquitetura siamesa. A grande civilização que evoluiu para o Reino de Sucotai absorveu numerosas influências locais e tradições antigas desencadeando o que é conhecido como o "Estilo de Sucotai". | [ 7 ]  |
| Parque Nacional de Komodo                                                                              |        | Indonésia | Sonda Oriental           | Natural: (vii)(x)          | 1991 | Estas ilhas vulcânicas são habitadas por uma população de aproximadamente 5.700 dragões de Komodo, espécie inexistente em qualquer outro lugar do mundo e de grande interesse para os estudos da teoria da evolução. As colinas escarpadas de savana seca e bolsões de vegetação verde espinhosa contrastam fortemente com as praias de areia branca e águas cristalinas que se elevam acima dos corais. | [ 8 ]  |
| Conjunto de Prambanan                                                                                  |        | Indonésia | Java Central             | Cultural: (i)(iv)          | 1991 | Construído no século X, este é o maior complexo de templos dedicados a Shiva na Indonésia. Acima do centro do último destes quadrados concêntricos erguem-se três templos decorados com relevos que ilustram a epopeia do Ramáiana, dedicados às três grandes divindades hindus (Shiva, Vishnu e Brama). | [ 9 ]  |
| Santuários de Fauna de Thungyai-Huai Kha Khaeng                                                        |        | Tailândia | Kanchanaburi Tak         | Natural: (vii)(ix)(x)      | 1991 | Espalhados por mais de 600.000 hectares ao longo da fronteira com a Birmânia, os santuários relativamente intactos abrigam exemplos de quase todos os tipos de floresta no sudeste da Ásia continental. Eles abrigam uma gama muito diversificada de animais, incluindo 77% dos grandes mamíferos (particularmente elefantes e tigres), 50% das grandes aves e 33% dos vertebrados terrestres encontrados nesta região. | [ 10 ] |
| Parque Nacional de Ujung Kulon                                                                         |        | Indonésia | Bantém                   | Natural:(vii)(x)           | 1991 | Este parque nacional, localizado no extremo sudoeste de Java, nas Ilhas da Sonda, abrange a península de Ujung Kulon e várias ilhas costeiras, e inclui a Reserva Natural de Krakatoa. Além de sua beleza natural e interesse geológico, principalmente para o estudo de vulcões interiores, contém a maior área remanescente de floresta tropical de várzea em Java. Existem várias espécies ameaçadas de plantas e animais, das quais o rinoceronte de Java é o mais seriamente ameaçado. | [ 11 ] |
| Angkor                                                                                                 |        | Camboja   | Siem Reap                | Cultural: (i)(ii)(iii)(iv) | 1992 | Angkor é um dos sítios arqueológicos mais importantes do Sudeste Asiático. Abrangendo cerca de 400 km², incluindo a área florestal, o Parque Arqueológico de Angkor contém ruínas das várias capitais do Império Quemer, do século IX ao século XV. No sítio estão os famosos templos de Angkor Wat e Angkor Thom. | [ 12 ] |
| Sítio Arqueológico de Ban Chiang                                                                       |        | Tailândia | Udon Thani               | Cultural: (iii)            | 1992 | Ban Chiang é considerado o assentamento pré-histórico mais importante até agora descoberto no sudeste da Ásia. Marca uma etapa importante na evolução cultural, social e tecnológica do homem. O local apresenta as primeiras evidências da agricultura na região e do processamento e uso de metais. | [ 13 ] |
| Igrejas Barrocas das Filipinas                                                                         |        | Filipinas | Grande Manila Ilocos Sul | Cultural: (ii)(iv)         | 1993 | Estas quatro igrejas, a primeira das quais foi construída pelos espanhóis no final do século XVI, são a Igreja de San Agustín em Manila, a Igreja de Nossa Senhora da Assunção em Santa Maria, a Igreja de San Agustín em Paoay e a Igreja de São Tomás de Villanueva em Miagao. Seu estilo arquitetônico único é uma reinterpretação do barroco europeu por artesãos chineses e filipinos. | [ 14 ] |
| Cidade Imperial de Huế                                                                                 |        | Vietname  | Thua Thien-Hue           | Cultural: (iii)(iv)        | 1993 | Fundada como capital do Vietnã unificado em 1802, Huế não foi apenas o centro político, mas também o centro cultural e religioso da Dinastia Nguyễn até 1945. O Rio Perfume corta a cidade de Huế, a Cidade Imperial propriamente dita, a Cidade Roxa Proibida e o centro histórico, tornando-a uma capital feudal única. | [ 15 ] |
| Parque Marinho do Recife de Tubbataha                                                                  |        | Filipinas | Palauã                   | Natural: (vii)(ix)(x)      | 1993 | O Parque Marinho do Recife de Tubbataha cobre 96.828 hectares, incluindo os Atóis Norte e Sul e o Recife Jessie Beazley. É um exemplo único de recife de atol com uma densidade muito elevada de espécies marinhas; o Ilhéu Norte serve de local de nidificação para pássaros e tartarugas-marinhas. O sítio é um excelente exemplar de recife de coral intacto com vastas lagoas e duas ilhas coralinas. | [ 16 ] |
| Baía de Ha Long                                                                                        |        | Vietname  | Quang Ninh               | Natural: (vii)(viii)       | 1994 | A Baía de Ha Long, no Golfo de Tonquim, compreende cerca de 1.600 ilhas e ilhotas, formando uma espetacular paisagem marítima de pilares de calcário. Devido à sua natureza acidentada, a maioria das ilhas é desabitada e não afetada pela presença humana. A beleza paisagística do local é complementada pelo seu grande interesse biológico. | [ 17 ] |
| Arrozais em terraços das Cordilheiras das Filipinas                                                    |        | Filipinas | Ifugao                   | Cultural: (iii)(iv)(v)     | 1995 | Os altos arrozais de Ifugao foram construídos seguindo os contornos das montanhas num período de dois milênios. Fruto de saberes transmitidos de geração em geração, expressão de tradições sagradas e de um delicado equilíbrio social, ajudaram a criar uma paisagem de grande beleza que expressa a harmonia entre o homem e o meio ambiente. | [ 18 ] |
| Complexo de Florestas de Dong Phayayen-Khao Yai                                                        |        | Tailândia | Buri Ram                 | Natural: (x)               | 2005 | O Complexo Florestal de Dong Phayayen-Khao Yai se estende por 230 quilômetros entre o Parque Nacional de Ta Phraya (na fronteira com o Camboja) e o Parque Nacional de Khao Yai (a oeste). O sítio abriga mais de 800 espécies de fauna, incluindo 112 espécies de mamíferos (incluindo duas espécies de gibões) e 392 espécies de aves. É internacionalmente importante para a conservação de espécies de mamíferos, aves e répteis ameaçadas. | [ 19 ] |
| Cidade de Luang Prabang                                                                                |        | Laos      | Luang Prabang            | Cultural: (ii)(iv)(v)      | 1995 | Luang Prabang é um excelente exemplo da fusão da arquitetura tradicional e das estruturas urbanas do Laos com as construídas pelas autoridades coloniais europeias nos séculos XIX e XX. A sua paisagem urbana única e notavelmente bem preservada ilustra uma fase chave na fusão destas duas tradições culturais distintas. | [ 20 ] |
| Sítio dos primeiros homens de Sangiran                                                                 |        | Indonésia | Java Central             | Cultural: (iii)(vi)        | 1996 | As escavações realizadas aqui de 1936 a 1941 levaram à descoberta do primeiro fóssil de hominídeo neste local. Cerca 50 fósseis de Meganthropus paleo e Pithecanthropus erectus (o "Homem de Java") foram encontrados posteriormente, representando metade de todos os fósseis de hominídeos já conhecidos no mundo. | [ 21 ] |
| Centro Histórico de Vigan                                                                              |        | Filipinas | Ilocos Sul               | Cultural: (ii)(iv)         | 1999 | Fundada no século XVI, Vigan é o exemplo mais bem preservado de uma cidade colonial espanhola erguida na Ásia. Sua arquitetura reflete a mistura de elementos culturais de outras partes das Filipinas, China e Europa, resultando em uma cultura e paisagem urbana inigualável em qualquer lugar do leste e sudeste da Ásia. | [ 22 ] |
| Cidade Antiga de Hội An                                                                                |        | Vietname  | Quang Nam                | Cultural: (ii)(v)          | 1999 | A Cidade Antiga de Hội An é um exemplo excepcionalmente bem preservado de um porto comercial do Sudeste Asiático que remonta aos séculos XV e XIX. Seus edifícios e projeto urbano refletem as influências, tanto nativas quanto estrangeiras, que se combinaram para produzir este patrimônio mundial único. | [ 23 ] |
| Parque Nacional de Lorentz                                                                             |        | Indonésia | Papua                    | Natural: (vii)(ix)(x)      | 1999 | O Parque Nacional de Lorentz é a única área protegida no mundo a incorporar uma área de transição contínua e intacta do ambiente coberto de neve para o ambiente marinho tropical, incluindo extensas terras úmidas de várzea. Situada no ponto de encontro de duas placas continentais, a área tem uma geologia complexa com contínua formação de montanhas e grandes formas de erosão devido à glaciação. | [ 24 ] |
| Santuário de Mi-sön                                                                                    |        | Vietname  | Quang Nam                | Cultural: (ii)(iii)        | 1999 | Entre os séculos X e XIII, uma cultura única se desenvolveu na costa do Vietnã contemporâneo que deve suas origens espirituais ao hinduísmo indiano. Isso é ilustrado graficamente pelas ruínas de uma série de impressionantes torres-templos localizadas em um local espetacular que foi a capital religiosa e política do Reino de Champá durante a maior parte de sua existência. | [ 25 ] |
| Parque Nacional do rio subterrâneo de Puerto Princesa                                                  |        | Filipinas | Palauã                   | Natural: (vii)(x)          | 1999 | Este parque apresenta uma espetacular paisagem cárstica de calcário com um rio subterrâneo. Uma das características distintivas do rio é que ele desagua diretamente no mar, e sua parte baixa está sujeita à influência das marés. A área também representa um habitat significativo para a conservação da biodiversidade. O local contém um ecossistema completo da "montanha ao mar" e possui algumas das florestas mais importantes da Ásia. | [ 26 ] |
| Parque Nacional Gunung Mulu                                                                            |        | Malásia   | Sarauaque                | Natural: (viii)(ix)(x)     | 2000 | Importante tanto por sua alta biodiversidade quanto por suas características cársticas, o Parque Nacional Gunung Mulu, na ilha de Bornéu em Sarauaque, é a área cárstica tropical mais estudada do mundo. O parque de 52.864 hectares contém dezessete zonas de vegetação, exibindo cerca de 3.500 espécies de plantas vasculares. | [ 27 ] |
| Parque Kinabalu                                                                                        |        | Malásia   | Sabá                     | Natural: (ix)(x)           | 2000 | O Parque Kinabalu, no estado de Sabá, é dominado pelo Monte Kinabalu (4.095m), a montanha mais alta entre o Himalaia e a Nova Guiné. A região possui uma grande variedade de habitats, desde planícies tropicais ricas e florestas montanhosas até florestas tropicais montanhosas, florestas subalpinas e arbustos nas elevações mais altas. | [ 28 ] |
| Vat Phou e Assentamentos Antigos Associados dentro da Paisagem Cultural de Champassak                  |        | Laos      | Champassak               | Cultural: (iii)(iv)(vi)    | 2001 | A Paisagem Cultural de Champasak, incluindo o Complexo do Templo de Vat Phou, é uma paisagem planejada extraordinariamente bem preservada com mais de 1000 anos. Foi modelada para expressar a visão hindu da relação entre a natureza e a humanidade, usando um eixo do topo da montanha até a margem do rio para projetar um padrão geométrico de templos, santuários e fontes que se estendem por aproximadamente 10 quilômetros. | [ 29 ] |
| Parque Nacional de Phong Nha-Kẻ Bàng                                                                   |        | Vietname  | Quang Binh               | Natural: (viii)            | 2003 | O Parque Nacional de Phong Nha-Kẻ Bàng consiste em planaltos de calcário e florestas tropicais com grande diversidade geológica. A paisagem do sítio é marcada por inúmeras cavernas e rios subterrâneos e abriga um alto nível de biodiversidade e muitas espécies endêmicas. | [ 30 ] |
| Património das florestas tropicais ombrófilas de Sumatra                                               |        | Indonésia | Sumatra                  | Natural: (vii)(ix)(x)      | 2004 | O patrimônio de floresta tropical de 2,5 milhões de hectares de Sumatra compreende três parques nacionais: o Parque Nacional Gunung Leuser, o Parque Nacional Kerinci Seblat e o Parque Nacional Bukit Barisan Selatan. O sítio possui o maior potencial para conservação a longo prazo da biota distinta e diversificada de Sumatra, incluindo muitas espécies ameaçadas de extinção. | [ 31 ] |
| Malaca e George Town, Cidades históricas do Estreito de Malaca                                         |        | Malásia   | Penão                    | Cultural: (ii)(iii)(iv)    | 2008 | Malaca e George Town desenvolveram mais de 500 anos de comércio e intercâmbio cultural entre o Oriente e o Ocidente no Estreito de Malaca. As influências da Ásia e da Europa dotaram as cidades de um patrimônio multicultural, material e imaterial específico. Com suas igrejas, praças e fortificações, Malaca atesta os primeiros estágios do sultanato malaio do século XV e dos períodos português e holandês do início do século XVI. | [ 32 ] |
| Templo de Preah Vihear                                                                                 |        | Camboja   | Preah Vihear             | Cultural: (i)              | 2008 | O Templo de Preah Vihear é dedicado a Shiva e constitui-se de uma série de santuários interligados por um sistema de pavimentos e escadarias num eixo de 800 metros de comprimento e remonta à primeira metade do século XI d.C. No entanto, sua história complexa pode ser rastreada até o século IX, quando o eremitério foi fundado. O sítio é excepcional pela qualidade da sua arquitetura, adaptada ao ambiente natural e à função religiosa do templo, bem como pela qualidade dos seus ornamentos em pedra lavrada. | [ 33 ] |
| Setor Central da Cidadela Imperial de Thang Long - Hanoi                                               |        | Vietname  | Hanói                    | Cultural: (ii)(iii)(vi)    | 2010 | A Cidadela Imperial de Thang Long foi construída no século XI pela Dinastia Lý, marcando a independência de Đại Việt. Foi construído sobre os escombros de uma fortaleza chinesa que remonta ao século VII, em terras recuperadas do Delta do Rio Vermelho em Hanói. Foi o centro do poder político regional por quase 13 séculos ininterruptos. | [ 34 ] |
| Setor Central da Cidadela Imperial de Ho - Thanh Hoa                                                   |        | Vietname  | Thanh Hoa                | Cultural: (ii)(iv)         | 2011 | A Cidadela da Dinastia Ho, construída de acordo com os princípios do feng shui, testemunha o florescimento do neoconfucionismo no Vietnã do final do século XIV e sua expansão para outras partes do leste da Ásia. De acordo com esses princípios, estava localizado em uma paisagem de grande beleza cênica em um eixo que unia as montanhas Tuong Son e Don Son em uma planície entre os rios Ma e Buoi. | [ 35 ] |
| Património arqueológico do Vale de Lenggong                                                            |        | Malásia   | Peraque                  | Cultural: (iii)(iv)        | 2012 | Localizada no exuberante Vale de Lenggong, a propriedade compreende quatro sítios arqueológicos em dois grupos de quase 2 milhões de anos, um dos registros mais longos do homem primitivo em um único local e o mais antigo fora do continente africano. Possui locais ao ar livre e cavernas com oficinas de ferramentas paleolíticas, evidências de tecnologia antiga. | [ 36 ] |
| Paisagem Cultural da Província de Bali: o sistema Subak como manifestação da filosofia Tri Hita Karana |        | Indonésia | Bali                     | Cultural: (iii)(v)(vi)     | 2012 | A Paisagem Cultural de Bali consiste em cinco terraços de arroz e seus templos de água cobrindo 19.500 hectares. Os templos são a peça central de um sistema cooperativo de gestão de água de canais e represas, conhecido como subak, que remonta ao século IX. Incluído na paisagem está o templo real de Pura Taman Ayun, o maior e mais impressionante edifício arquitetônico de seu tipo na ilha e datado do século XVIII. O subak reflete o conceito filosófico de Tri Hita Karana, que aborda o estudo do espírito, o mundo humano e a natureza. | [ 37 ] |
| Santuário da Vida Selvagem do Monte Hamiguitan                                                         |        | Filipinas | Davau Oriental           | Natural: (x)               | 2014 | Formando uma cordilheira que corre de norte a sul ao longo da Península de Pujada, na parte sudeste do Corredor de Biodiversidade de Mindanao Oriental, o Santuário da Vida Selvagem do Monte Hamiguitan oferece um habitat crítico para uma variedade de espécies de plantas e animais. O sítio abriga espécies ameaçadas e endêmicas de flora e fauna, oito das quais são encontradas apenas no Monte Hamiguitan como a icônica águia-filipina e a cacatua das Filipinas. | [ 38 ] |
| Antigas Cidades Pyu                                                                                    |        | Myanmar   | Mandalai                 | Cultural: (ii)(iii)(iv)    | 2014 | O sítio compreende as ruínas de três cidades fortificadas de Halin, Beikthano e Sri Ksetra, localizadas em vastas paisagens irrigadas na zona seca da bacia do rio Irauádi. Estas refletem os reinos Pyu que floresceram por mais de 1000 anos entre 200 a.C. e 900 d.C. As ruínas das três cidades são sítios arqueológicos parcialmente escavados que incluem cidadelas palacianas, cemitérios e locais de manufatura, bem como estupas budistas monumentais. | [ 39 ] |
| Complexo de Paisagens Tràng An                                                                         |        | Vietname  | Ninh Bình                | Misto: (v)(vii)(viii)      | 2014 | Localizado perto da margem sul do Delta do Rio Vermelho, o Complexo Paisagístico Tràng An é uma paisagem espetacular de picos cársticos calcários permeados por vales, muitos deles parcialmente submersos e cercados por penhascos íngremes, quase verticais. A exploração de cavernas em diferentes altitudes revelou vestígios arqueológicos da atividade humana durante um período contínuo de mais de 30.000 anos. Estes ilustram a ocupação dessas montanhas por caçadores-coletores sazonais e como eles se adaptaram às grandes mudanças climáticas e ambientais, especialmente a repetida inundação da paisagem pelo mar após a última era glacial. | [ 40 ] |
| Jardim Botânico de Singapura                                                                           |        | Singapura | Área Central             | Cultural: (ii)(iv)         | 2015 | Localizado no coração da cidade de Singapura, o local demonstra a evolução de um jardim botânico tropical colonial britânico para uma instituição científica moderna de renome mundial usada tanto para conservação quanto para educação. A paisagem cultural inclui uma rica variedade de elementos históricos, plantações e edifícios que demonstram o desenvolvimento do jardim desde a sua criação em 1859. O local têm sido um importante centro de ciência vegetal, pesquisa e conservação, particularmente em relação ao cultivo de borracha no Sudeste Asiático desde 1875.                                                                          | [ 41 ] |
| Zona de templo de Sambor Prei Kuk, Sítio Arqueológico da Antiga Ishanapura                             |        | Camboja   | Kampong Thom             | Cultural: (ii)(iii)(vi)    | 2017 | O sítio arqueológico de Sambor Prei Kuk ("o templo na riqueza da floresta" na língua quemer) foi identificado como Ishanapura, a capital do Reino Chenla que floresceu no final do século VI e início do século VII d.C. A propriedade inclui mais de cem templos, dez dos quais são octogonais, exemplos únicos desse tipo no sudeste da Ásia. Os detalhes de arenito ornamentado no local são característicos da linguagem decorativa pré-Angkor, conhecido como o "estilo de Sambor Prei Kuk". | [ 42 ] |
| Pagã                                                                                                   |        | Myanmar   | Mandalai                 | Cultural: (iii)(iv)(vi)    | 2019 | Aninhada em uma curva do rio Ayeyarwady, Pagã é uma paisagem sagrada, apresentando uma notável variedade de arte e arquitetura budista. Os sete componentes da propriedade serial incluem numerosos templos, estupas, mosteiros e locais de peregrinação, bem como vestígios arqueológicos, afrescos e esculturas. A propriedade é um testemunho espetacular do auge da civilização de Pagã (séculos XI-XIII d.C.), quando o local era a capital de um império regional. | [ 43 ] |
| Mina de Carvão Ombilin                                                                                 |        | Indonésia | Sumatra Ocidental        | Cultural: (ii)(iv)         | 2019 | Construída para a extração, processamento e transporte de carvão de alta qualidade em uma região inacessível de Sumatra, esta mina industrial foi desenvolvida pelo governo das Índias Orientais Neerlandesas no período de industrialização mundial do final do século XIX ao início do século XX. A força de trabalho foi recrutada na população local dos Minangkabau e complementada por trabalhadores contratados de javaneses e chineses detidos em áreas controladas pelos holandeses. | [ 44 ] |
| Locais de jarros megalíticos em Xiengkhuang – Planície das Jarras                                      |        | Laos      | Xieng Khouang            | Cultural: (iii)            | 2019 | O nome da Planície dos Jarros, localizada no Planalto de Tran Ninh, é referente a mais de 2.100 jarros de pedra megalíticos tubulares usados para práticas funerárias na Idade do Ferro. Esta propriedade serial de 15 sítios abriga grandes vasos e discos de pedra, tumbas e minas adjacentes que datam de 500 a.C. a 500 d.C. | [ 45 ] |
| Complexo Florestal Kaeng Krachan                                                                       |        | Tailândia | Ratchaburi               | Natural: (x)               | 2021 | O sítio, localizado ao longo do lado tailandês dos Montes Tenasserim, é dominado por florestas perenes e secas. Numerosas espécies de plantas endêmicas e criticamente ameaçadas foram encontradas na região, englobando duas Áreas Importantes para Aves (IBAs) e é conhecida por sua rica diversidade de aves, incluindo oito espécies globalmente ameaçadas. | [ 46 ] |